# Gaugamela
Gaugamela (altgriechisch Γαυγάμηλα (n. pl.)) war eine Ansiedlung im antiken Assyrien, nordöstlich von Ninive, zwischen den Flüssen Tigris und Großer Zab gelegen. Manche Historiker setzen sie mit dem heutigen Mossul gleich.
Die Siedlung erlangte Berühmtheit als Schauplatz der Schlacht von Gaugamela, bei der das in der Unterzahl befindliche Heer Alexander des Großen im Jahr 331 v. Chr. einen überwältigenden Sieg gegen die Perser unter Dareios III. errang. Nach Strabon (Geographika 16, 1, 3) bedeutet Gaugamela „Haus des Kamels“ und war von Dareios I., dem Sohn des Hystaspes, eingerichtet worden, um für den Unterhalt seines Kamels zu sorgen, das bei seinen Reisen durch Skythien seinen Proviant und seine Ausrüstung trug. Da ihnen dieses Dorf zu unbedeutend schien, hätten die Makedonen den Ort der Schlacht nach dem bedeutenderen Arbela (heute Erbil), in der Nähe südlich von Gaugamela gelegen, verlegt.